# Rotoscopie

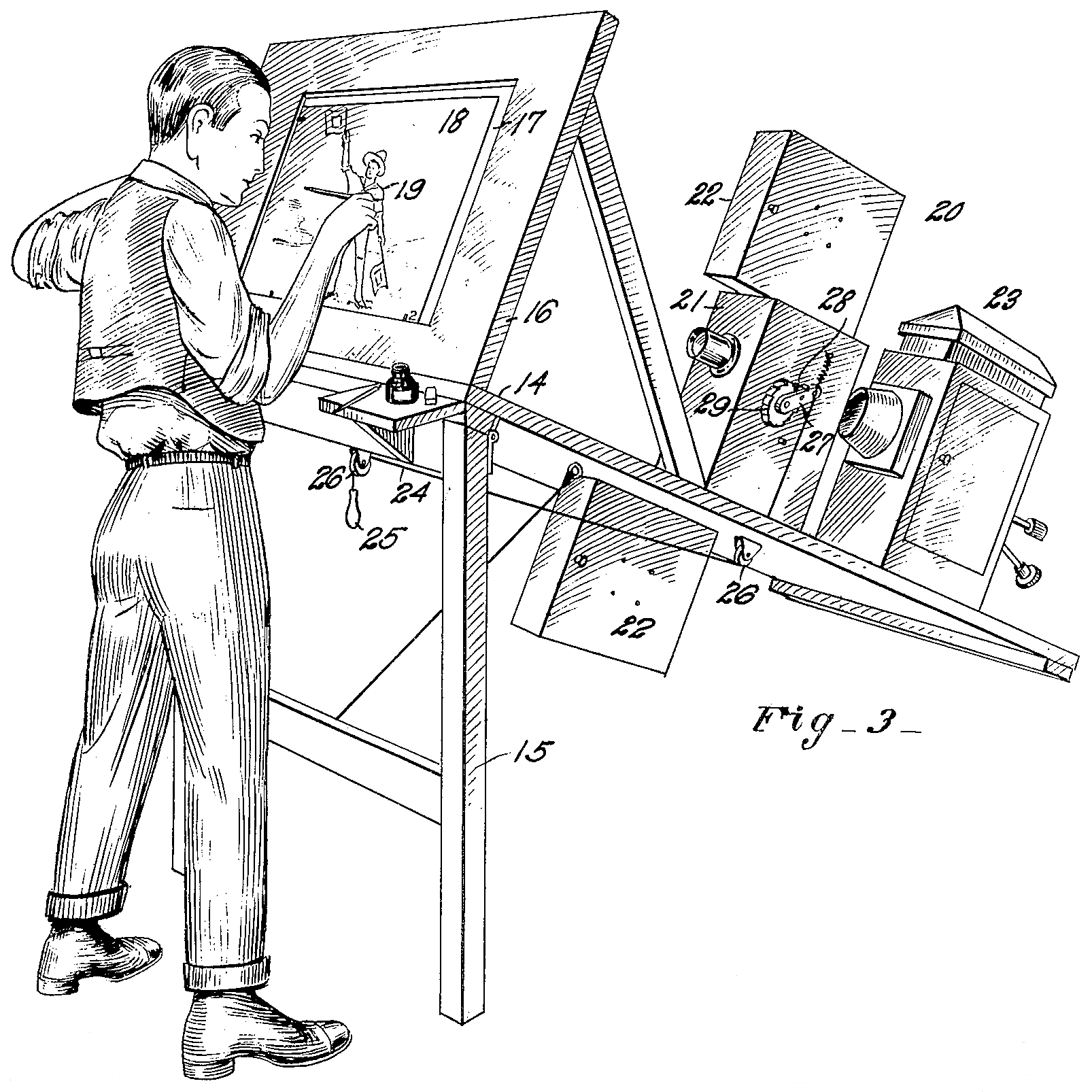
Rotoscop

Rotoscopia este la origine o tehnică de animație creată de Dave și Max Fleischer în jurul anului 1914 și constă în a transforma o scenă filmată într-un desen animat. Ea permite obținerea de animații mai fluide și mai naturale.
Acest procedeu este foarte utilizat în animația "Seigneur des Anneaux" realizată de Ralph Bakshi.
Animatorii tradiționali folosesc o masă de proiecție transparentă pe care apare proiecția fiecărei imagini din filmare. Desenatorul poate urma apoi conturul formelor efectiv filmate sau le poate modifica.
În zilele noastre, datorită graficii pe calculator, termenul rotoscopie reprezintă editarea sau tăierea manuală cadru cu cadru pentru a adăuga sau șterge anumite elemente.
De exemplu, pentru un film istoric, o scenă este turnată cu costumele actorilor într-un peisaj natural. Prin rotoscopie sunt suprimate elementele autohtone care apar sau chiar se schimbă tot fundalul din motive estetice. Folosind software-ul adecvat, graficienii modifică filmul original, păstrând numai ceea ce vrea regizorul. De asemenea, ei pot încorpora ulterior alte elemente (naturale sau generate pe calculator).